# Anthrenus nipponensis
Anthrenus nipponensis is een keversoort uit de familie spektorren (Dermestidae). De wetenschappelijke naam van de soort werd in 1985 gepubliceerd door Kalík & Ohbayashi.